# Nélio Domingos Zortea
Nélio Domingos Zortea (* 1. Dezember 1963 in Iraí, Rio Grande do Sul) ist ein brasilianischer Geistlicher und römisch-katholischer Bischof von Cruz Alta.

## Leben
Nélio Domingos Zortea empfing am 12. Oktober 1995 das Sakrament der Priesterweihe für das Erzbistum Cascavel.
Papst Franziskus ernannte ihn am 18. November 2015 zum Bischof von Jataí. Die Bischofsweihe spendete ihm der Alterzbischof von Cascavel, Lúcio Ignácio Baumgaertner, am 30. Januar des folgenden Jahres. Mitkonsekratoren waren der Erzbischof von Curitiba, José Antônio Peruzzo, und der Erzbischof von Cascavel, Mauro Aparecido dos Santos. Die Amtseinführung im Bistum Jataí fand am 13. Februar 2016 statt.
Am 8. März 2023 ernannte ihn Papst Franziskus zum Bischof von Cruz Alta. Die Amtseinführung erfolgte am 21. Mai desselben Jahres.